# Xerez Fútbol Club
El Xerez Fútbol Club fou un club de futbol de la ciutat de Jerez de la Frontera, a Andalusia.

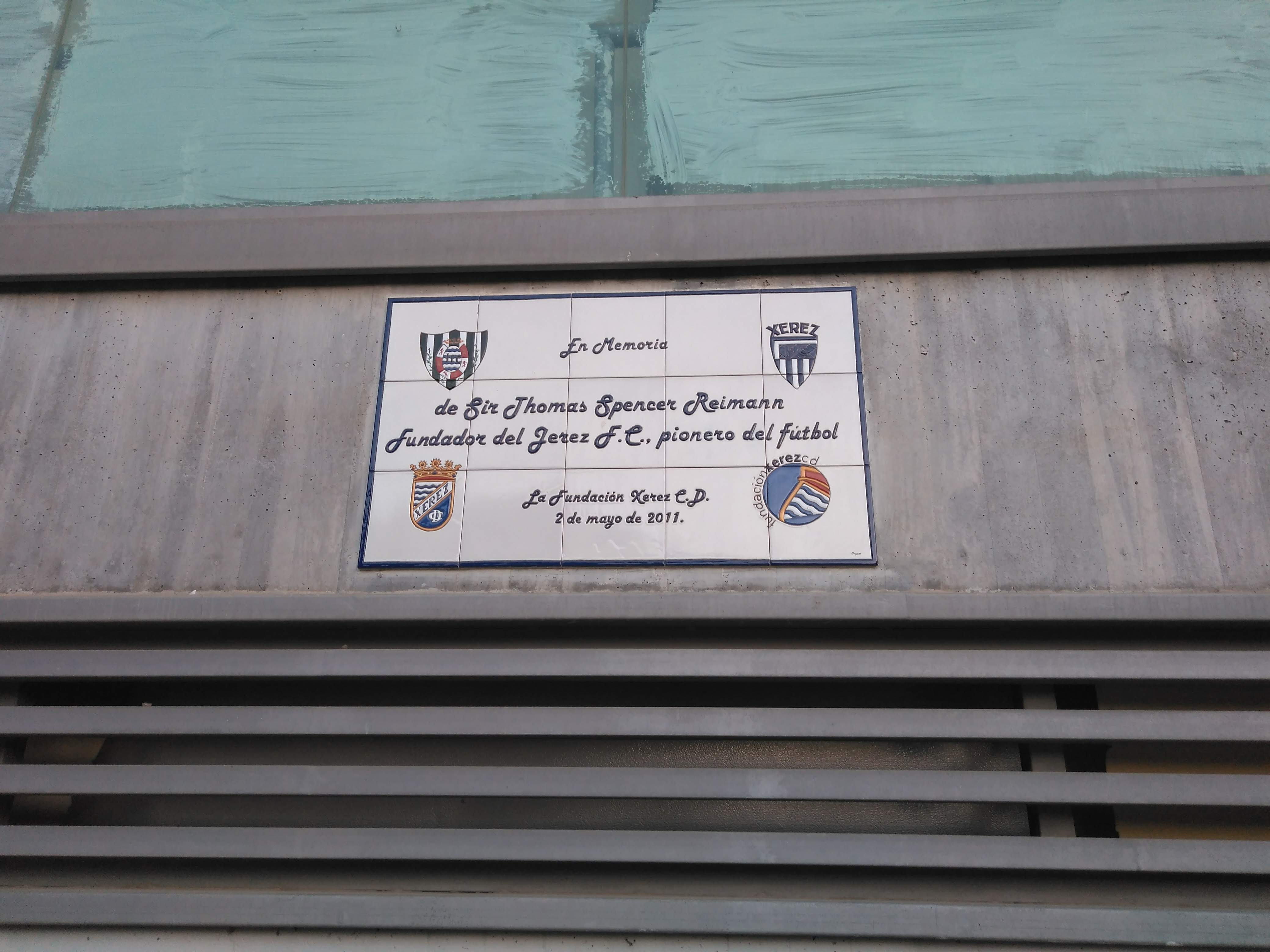
Placa a l'Estadi de Chapín en honor de Sir Thomas Spencer Reiman.

Va ser fundat el 1907 (o 1911, segons altres fonts) amb el nom de Xerez Football Club per Sir Thomas Spencer Reiman, un treballador de l'empresa William's & Humbert. L'arribada del professionalisme als anys vint provocà la desaparició del club. El 1932 es refundà amb el nom Jerez Fútbol Club. El 4 de juny de 1942 es constituí el Club Deportivo Jerez, que es convertí en filial del Xerez FC. El club jugà moltes temporades a segona divisió, però el 26 d'agosto de 1946, els deutes econòmics provocaren la seva desaparició. El que era club filial, el C.D. Jerez, es desvinculà del club desaparegut esdevenint primer equip de la ciutat.
Evolució dels principals clubs a Jerez de la Frontera:
- Xerez Fútbol Club (1907-1932) → Jerez Club de Fútbol (1933-1946)
- Club Deportivo Jerez (1942-1947) → Jerez Club Deportivo (1947-1963) → Xerez Club Deportivo (1963-)
- Juventud Jerez Industrial Club de Fútbol (1950-1956) → Jerez Industrial Club de Fútbol (1956-)
- Xerez Deportivo FC (2013-)